# Laguna Grande (Baeza)
Laguna Grande es un paraje natural, INP (Espacio de Interés Protegido) y LIC (Lugar de Interés Comunitario), declarado Bien de Interés Cultural, categoría Monumento (junto a la colindante Hacienda La Laguna, a la que perteneció), y localizado en pleno Valle del Guadalquivir, al suroeste de Baeza, a unos 35 km de Jaén, España. 

## Descripción
El paraje, de elevado valor ecológico por su alto grado de conservación, posee una superficie de 206 ha, en las que se incluye la mayor laguna de agua dulce de la provincia, cabiendo citar la existencia de un perímetro de protección de 500 m. La laguna presenta una formación de origen antrópico, es decir, consecuencia de antiguas y pasadas actividades humanas, principalmente relacionadas con la agricultura y el riego de olivares. Está situada a 380 m.s.n, sobre depósitos de terraza fluvial. Formada sobre un sustrato de arcillas rojas cuaternarias con cantos rodados y costras calcáreas. La alimentación de esta laguna viene del río Torres. 

## Características del agua
Sus aguas fueron aprovechadas para el riego, pero en la actualidad no presenta uso agrícola aunque sigue usándose como almacén de agua. El agua del humedal presenta, según estudios realizados por la Consejería de Medio Ambiente entre el año 2000 y 2004, concentraciones subsalinas a lo largo de todo el ciclo anual, apuntando unos valores de salinidad que oscilan aproximadamente, entre 0,5 g/l y 1 g/l. No obstante, la asociación de la laguna a los aportes artificiales de agua, hace que las mermas y aumentos de dicho nivel del agua, varíen demasiado la mineralización como para establecer un patrón estacional conciso en la evolución hidroquímica de este sistema hídrico.

## Vegetación
La laguna está rodeada de olivares, y en menor medida por encinas, álamos blancos, fresnos, tarays, y de forma aislada alguna acacia. En cuanto al humedal, presenta vegetación típica palustre de carrizo, espadaña (enea), y junco. 

## Fauna
Entre su fauna destacable se encuentran: 
- Aves acuáticas como la polla de agua (nidificante en Laguna Grande), la cerceta común, el pato cuchara, el ánade real, el ánade friso, el zampullín chico y el porrón común.
- Aves no acuáticas como el pájaro moscón, la cigüeña, el chorlitejo chico, carbonero común, curruca capirotada, curruca cabecinegra, mirlo común, pinzón vulgar, cernícalo común, ratonero común, águila calzada y aguilucho lagunero.
- También podremos encontrar mamíferos como jinetas, tejones, ciervos, jabalíes y conejos.
- En cuanto a anfibios, destacan el gallipato, la ranita meridional, la ranita de San Antón, la rana común y el sapo común.